# 阿尔特霍芬
阿尔特霍芬是奥地利克恩顿州格兰河畔圣法伊特县的一个市镇。总面积12.29平方公里，总人口4684人，人口密度381.1人/平方公里（2011年）。